# 贺娄子干
賀婁子幹（535年—594年8月11日），字萬壽，代人，河南郡洛阳县（今河南省洛阳市东）人，北周、隋朝官员。

## 生平
祖父賀婁道成曾任北魏侍中。父賀婁景賢，任右衛大將軍，世居關右。賀婁子幹少以驍武知名。北周武帝時，累遷小司水。开皇元年（581年），进爵钜鹿郡公，镇守凉州，曾大破突厥。授上大将军。開皇四年（584年）四月，吐谷浑再次扰隋边，賀婁子幹率河西凉州、甘州、瓜州、鄯州、廓州五州兵進擊吐谷渾。深入吐谷浑境内，杀其男女万余口，二旬而还。吐谷渾只好派使臣求和。开皇十四年七月壬子（594年8月11日），因病卒，时年六十。谥号怀，葬于长安小陵原。

## 家庭

### 祖父
- 贺娄道成，名宝字道成，西魏侍中、太子太傅[1]

### 父母
- 贺娄景贤，名叡字景贤，西魏右卫大将军[1]
- 乞伏氏，后裔，北魏驸马都尉、青豫颍济四州刺史、侍中、司徒公、颍川王乞伏勤孙女，魏太子庶子、骠骑大将军、左光禄大夫、太子太保、平曹二州刺史、高阳公乞伏贤之女，封武川国太夫人[1]

### 兄弟
- 贺娄树，隋朝阳平公[1]
- 贺娄诠，隋朝银青光禄大夫、鄯纯深三州刺史、北地郡太守、东安郡公

### 夫人
- 源伯仪，北魏侍中、尚书左右仆射、特进、录尚书、太尉公、陇西宣王源贺玄孙女，侍中、尚书左右仆射、特进、司州牧、尚书令、司徒公、陇西惠王源怀曾孙女，散骑常侍、太府卿、定瀛二州刺史、赠司空公源纂孙女，隋朝冀兖徐怀幽朔鄜七州刺史、徐幽朔三州总管、朔方郡开国公源雄之女[4]

### 子女
- 贺娄善柱，隋朝黔安郡太守、钜鹿郡公[4]
- 贺娄善安，一名皎，隋朝思安县开国伯[4]
- 贺娄善积，银青光禄大夫[4]

## 延伸阅读
[在维基数据编辑]
 《北史·卷073》，出自李延壽《北史》
 《隋書·卷53》，出自魏徵《隋书》